# Indigofera mischocarpa
Indigofera mischocarpa är en ärtväxtart som beskrevs av Rudolf Schlechter. Indigofera mischocarpa ingår i släktet indigosläktet, och familjen ärtväxter. Inga underarter finns listade i Catalogue of Life.